# Cleli Sícul
Els Cleli Sícul (llatí: Cloelius Siculus) va ser una branca d'alt rang de la gens Clèlia, que va jugar un cert paper a la història primitiva de la república.
Els personatges més destacats d'aquesta família foren:
- Quint Cleli Sícul, cònsol el 498 aC[2]
- Tit Cleli Sícul, tribú amb potestat consolar el 444 aC.
- Publi Cleli Sícul, tribú amb potestat consular el 378 aC. L'esmenta Tit Livi.
- Quint Cleli Sícul, censor el 378 aC.[3]